# Veronika Decide Morrer (filme)
Veronika Decides to Die (bra/prt: Veronika Decide Morrer) é um filme americano de 2009 do gênero drama baseado no livro de mesmo nome de Paulo Coelho. Dirigido por Emily Young, o filme é estreado por Sarah Michelle Gellar no papel principal, Veronika.
O filme teve uma exibição especial no Brasil em 7 de agosto de 2009 e foi seguido por uma liberação em 21 de agosto.

## Sinopse
Veronika Deklava é uma jovem de 28 anos que mora em Nova York e tem um bom emprego e um apartamento. Porém, ela não é feliz, sente que falta algo. Então, Veronika decide morrer tomando uma overdose de calmantes. O suicídio falha, ela acorda numa clínica psquiátrica e descobre que a overdose causou um dano irreversível ao seu coração e que terá apenas uma semana de vida. Então, Veronika decide dar outro rumo a sua vida enfrentando seus problemas e medos e realizando seus desejos.

## Elenco
- Sarah Michelle Gellar como Veronika Deklava
- Jonathan Tucker como Edward
- Erika Christensen como Claire
- Melissa Leo como Mari
- David Thewlis como Dr. Blake[2]